# Воркапић (презиме)
Воркапић је презиме распрострањено на територији Хрватске и Србије. Презиме Воркапић у мањем броју је присутно у 14 земаља света на три континента.
Најзаступљеније је у Србији и презиме носи око 1.741 особе.
Познати људи са овим презименом су:
- Славко Воркапић (1894–1976), филмски редитељ и монтажер
- Љубомир Воркапић (1967), фудбалер